# Mirosław Handke
Mirosław Handke   (Leszno, 19 de març de 1946 - Cracòvia, 22 d'abril de 2021) va ser professor investigador polonès, professor d'universitats de química, especialista en espectroscòpia oscil·latòria i fisicoquímica dels silicats, rector de l’Escola de Mineria i Metal·lúrgia de Cracòvia (AGH) del 1993 al 1997.

## Biografia
Després de completar els seus estudis el 1969 a la Facultat de Ciències de la Universitat Jagellònica de Cracòvia, va ser reclutat com a ajudant a l’Escola de Mineria i Metal·lúrgia de Cracòvia (AGH), on va obtenir el doctorat el 1974 i la seva acreditació el 1985. Va rebre el títol de professor el 1992.
És autor de prop de 100 publicacions científiques en el seu camp, inclosos dos llibres de text universitaris de referència.

## Compromís polític
Militant sindical i polític de Solidarność, va ser ministre d'Educació Nacional del 1997 al 2000 al govern de Jerzy Buzek. El 1999 va dirigir una important reforma del sistema educatiu polonès que va establir el gimnazjum (equivalent al col·legi francès) i va reformar l'examen de maduresa (equivalent al batxillerat).